# DoKomi
Die DoKomi (jap. ドコミ dokomi, eine Abkürzung für Deutscher Comic Market, jap. ドイツコミックマーケット doitsu komikku māketto) ist die größte Anime- und Manga-Convention Deutschlands, deren Themengebiet sich über Anime, Manga, Games, Cosplay, Fashion und viele andere Japan-bezogene Themen zieht. Sie findet seit 2009 jedes Jahr für jeweils zwei Tage, seit 2023 drei Tage in Düsseldorf statt.
Veranstalter ist die AkibaDreams GmbH.

## Geschichte
Die DoKomi fand 2009 zum ersten Mal statt, damals noch im Freien Christlichen Gymnasium, direkt neben dem Castello Düsseldorf. Seit 2012 ist das CCD Süd der Ort der bis 2022 zweitägigen, seit 2023 dreitägigen Veranstaltung. Sie gehört mit über 150.000 Besuchern im Jahr 2023 zu den größten Anime-Conventions in Europa.
2013 gab es eine interaktive Cosplay-Stage. Der Cosplaywettbewerb war zugleich Vorentscheid für die Deutsche Cosplaymeisterschaft (DCM) auf der Frankfurter Buchmesse. Im Jahr 2016 vermeldete die DoKomi 31.000 Besucher, womit sie zu dem Zeitpunkt zur größten deutschen Convention im Themengebiet der japanischen Popkultur wurde. Aufgrund von Umbauarbeiten am CCD Süd musste die DoKomi ab 2017 fast vollständig in die Messehallen verlegt werden. Nach den abgeschlossenen Umbauarbeiten finden ab dem Jahr 2020 Teile der DoKomi wieder im CCD Süd statt. Die Besucherzahlen für DoKomi 2020 und 2021 wurden wegen der COVID-19-Pandemie auf 28.000 und 30.000 begrenzt. Zudem musste die DoKomi in beiden Jahren coronabedingt in den September bzw. August verschoben werden. Die DoKomi 2022 war schon im Vorverkauf ausverkauft und stellte mit 70.000 Besuchern einen neuen Besucherrekord auf, obwohl die Besucherkapazitäten wegen des Hygienekonzepts nur bis maximal 80 % ausgeschöpft wurden. Am 20. September 2022 gaben die Veranstalter über Facebook bekannt, dass die DoKomi 2023 auf drei Tage verlängert wird. Als Gründe wurden die gestiegenen Besucherzahlen sowie die Nachfrage von Fans genannt.

## Zugang
Für Besucher gilt Ausweispflicht. Es gibt keine Altersbeschränkung. Kinder bis einschließlich 8 Jahre müssen keinen Eintritt bezahlen. Besucher im Alter bis einschließlich 15 Jahren ohne erziehungsberechtigte Begleitperson müssen um 22:00 Uhr die Convention verlassen. Besucher im Alter von 16 bis 17 Jahren ohne erziehungsberechtigte Begleitperson müssen um 24:00 Uhr die Convention verlassen. Es gibt einen 18+ Bereich.

## Programm
Das Programm der DoKomi umfasst unter anderem den Host-Club „Sweet Spice“ und das Maid-Café „Lucky Chocolate“ (beides Cosplay-Restaurants), einen Cosplayball, einen J-Rave, sowie einen Bring & Buy und Workshops (Zeichnen, Cosplay, Tanz, Kultur Japans, Synchronisation usw.). Seit 2012 lädt die DoKomi Zeichner, Sänger, Tänzer, Cosplayer und andere szenebekannte Personen als Ehrengäste ein.
Auch zahlreiche Ausstellerstände aus verschiedenen japanischen Bereichen sind auf der DoKomi zu finden, darunter Händler für Merchandise, Comics, Bücher und Kleidung sowie Gamepublisher, Manga- und Anime-Verlage. Auf der Zeichnerallee präsentieren junge Künstler ihre Werke und Fähigkeiten. Wichtig ist dabei, dass alles von Fans für Fans gemacht ist. Auf der DoKomi 2016 versammelten sich über 400 Aussteller und Fanstände, während es 2019 über 850 Aussteller und Fanstände waren.
Auf der Hauptbühne und Cosplay-Showbühne treten zahlreiche Sänger, Künstler und Showacts auf und verschiedene Wettbewerbe (Deutsche Cosplaymeisterschaft, EuroCosplay, Dance Off Contest usw.) finden statt.

## Location, Besucherzahlen, Ehrengäste
| Datum                   | Ort                                               | Besucherzahlen | Ehrengäste |
| ----------------------- | ------------------------------------------------- | -------------- | --- |
| 30.–31. Mai 2009        | Freies Christliches Gymnasium                     | 1.800          | - |
| 22.–23. Mai 2010        | Freies Christliches Gymnasium                     | 3.000          | - |
| 11.–12. Mai 2011        | Freies Christliches Gymnasium                     | 6.000          | - |
| 26.–27. Mai 2012        | Congress Center Düsseldorf                        | 9.000          | Anna Hollmann, David Füleki, DjKnuX, Helblinde, Jessica Latsch, Mikiko Ponczeck, Nana Yaa Kyere |
| 18.–19. Mai 2013        | Congress Center Düsseldorf                        | 12.000         | KagomeP, nano, Yuimino+ |
| 7.–8. Juni 2014         | Congress Center Düsseldorf                        | 17.000         | Aki Akane, Andreas Neuenkirchen, Anna Hollmann, Daniela Winkler / FuXx, DjKnuX, Hachioji-P, Inga Steinmetz, JAKAZiD, Kamen Lair, Kanako Ito, KHAOS, Mikiko Ponczeck, Miume, Yuimino+, Natalie Wormsbecher, Patrick Keller, Tanuki |
| 23.–24. Mai 2015        | Congress Center Düsseldorf                        | 19.000         | Chamomile, Chasm, DJ BrainShit, DjKnuX, Désirée Richter, Ditte Schupp, DJ Sharpnel, Hizaki, Liui Aquino, Luisa Velontrova, Machigerita, Misa, Martin Geier, Martina Peters, Mikiko Ponczeck, nano, Reika, Zenos |
| 30. April–1. Mai 2016   | Congress Center Düsseldorf & Messe Düsseldorf     | 31.000         | Anna Backhausen, DjKnuX, Dj BrainShit, Haku, Jamie-Lee Kriewitz, K’suke, Kore Yamazaki, kors k, Liui Aquino, Misako Aoki, MK☆, Ryusay Yaro, Shunsuke Hasegawa, Shiena Nishizawa, Sophie Schönhammer, Toshio Maeda, Tomia, Sansin, Thomas Astruc |
| 3.–4. Juni 2017         | Congress Center Düsseldorf Ost & Messe Düsseldorf | 40.000         | Tempura Kidz, Ram Rider, Bighead, Thomas Astruc, Kong, Ayuru, Geheichou, Ely, 6U☆, Utsura Uraraka, Danny Choo |
| 19.–20. Mai 2018        | Congress Center Düsseldorf Ost & Messe Düsseldorf | 45.000         | Megumi Nakajima, Eri Sasaki, MeseMoa, Moe Shop, Ram Rider, Phil Mizuno, Stay, Mon夢, wingheart, Azuma Yuki, Mao, Danny Choo |
| 8.–9. Juni 2019         | Congress Center Düsseldorf Ost & Messe Düsseldorf | 55.000         | MeseMoa, Thomas Astruc, Phil Mizuno, 6U☆, Danny Choo, fhána, Rosuuri, Guil Pleasure, Hikarin, Angie, Aza, Yasutaka Nakata, Anmi, Zekkyou, Taku Inoue, D-YAMA |
| 26.–27. September 2020  | Congress Center Düsseldorf & Messe Düsseldorf     | 28.000         | Ashibuto Penta, Melochin, Stereo Dive Foundation, Minichestra, Hatsune Miku, HANA, Toshio Maeda, Mitsunori Zaki, Merry Weather |
| 7.–8. August 2021       | Congress Center Düsseldorf & Messe Düsseldorf     | 30.000         | Toshio Maeda, Ashibuto Penta, Stereo Dive Foundation, Minichestra, Hatsune Miku, HANA, Melochin, Sozan Coskun, Horrorkissen, Gin Zarbo, Mitsunori Zaki, Merry Weather |
| 4.–5. Juni 2022         | Congress Center Düsseldorf & Messe Düsseldorf     | 75.000         | Takanashi Kiara, IRyS, Ashibuto Penta, Melochin, Mitsunori Zaki, Cha-pari, Marios Gavrilis |
| 30. Juni – 2. Juli 2023 | Congress Center Düsseldorf & Messe Düsseldorf     | 150.000        | Stereo Dive Foundation, Uwe Thomsen, Julien Haggège, Tommy Morgenstern, Hollee, Margaret Morales, Aki Akane, Mahoousyoujo Ni Naritai, Petra Scheeser, Toshio Maeda, Daniel Schlauch, Minichestra,Vincent Fallow, Marios Gavrillis |
| 28. – 30. Juni 2024     | Congress Center Düsseldorf & Messe Düsseldorf     | 180.000        | Tommy Morgenstern, Max Felder, Dennis Schmidt-Foß, Constantin von Jascheroff,René Dawn-Claude, Daniel Schlauch, Uwe Thomsen, Stephanie Kellner, Dirk Meyer, Simone Brahmann, Willi Röbke, Hubertus von Lerchenfeld, Bene Gutjan, Martin Halm, Sven Plate, Anke Kortemeier, MYTH & ROID, Shiyui, MION, Andy Knote, Petra Scheeser, Ron Van Lankeren, Conny Kreitmeier, Kontrollverlust |
| 6. – 8. Juni 2025       | Congress Center Düsseldorf & Messe Düsseldorf     | 215.000        | Burnout Syndromes, Dennis Schmidt-Foß, Gerrit Schmidt-Foß, Constantin von Jascheroff, Julia Meynen, Dirk Petrick, Bernhard Hennen, Mira Valentin, Tobias Müller, Giuliana Jakobeit, Julien Haggège, Toshio Maeda, Scarlet Lubowski, Matthias Klie, Ron Van Lankeren, Ayamy, Daniel Schlauch, Gudo Hoegel, Manou Lubowski, Felix Mayer, Nicolle Gonsior, René Dawn-Claude              |
| 29. – 31. Mai 2026      |                                                   |                | |